# Boro alluminio magnesio
Il magnesio boruro di alluminio o Al3 Mg3 B56 noto comunemente come BAM è un composto chimico di alluminio, magnesio e boro. Mentre la sua formula ideale è AlMgB14, la composizione chimica effettiva può variare, in genere è vicina a Al0,75 Mg0,75 B14. È una lega ceramica altamente resistente all'usura e con un coefficiente di attrito estremamente basso, che raggiunge il valore record di 0,02 nei compositi lubrificati AlMgB14 −TiB2. Segnalato per la prima volta nel 1970, il BAM ha una struttura ortorombica con quattro unità icosaedri B12 per cella unitaria.  Questo materiale ultraduro ha un coefficiente di dilatazione termica paragonabile a quello di altri materiali ampiamente usati come acciaio e cemento. 

## Produzione
Le polveri BAM sono prodotte commercialmente riscaldando una miscela quasi stechiometrica di boro elementare (non puro perché contiene magnesio) e alluminio per alcune ore a una temperatura tra i 900 °C e i 1500 °C. Le fasi spurie vengono quindi disciolte in acido cloridrico caldo. Per facilitare la reazione e rendere il prodotto più omogeneo, la miscela di partenza può essere lavorata in un mulino a biglie ad alta energia. Tutti i pretrattamenti vengono effettuati in atmosfera secca e inerte per evitare l'ossidazione delle polveri metalliche.
I film di BAM possono essere depositati su silicio o metalli mediante deposizione laser pulsata, usando come bersaglio la polvere di AlMgB14 mentre i campioni di massa vengono ottenuti sinterizzando la polvere.

## Applicazioni
BAM è disponibile in commercio ed è in fase di studio per potenziali applicazioni. Ad esempio, pistoni, guarnizioni e pale sulle pompe potrebbero essere rivestiti con BAM o BAM + TiB2 per ridurre l'attrito tra le parti e aumentare la resistenza all'usura. La riduzione dell'attrito ridurrebbe il consumo di energia. BAM potrebbe anche essere utilizzato come rivestimento sugli utensili da taglio. La riduzione dell'attrito ridurrebbe la forza necessaria per tagliare un oggetto, prolungare la durata dell'utensile e possibilmente consentire maggiori velocità di taglio. È stato scoperto che già i rivestimenti con uno spessore di soli 2-3 micrometri migliorano l'efficienza e riducono l'usura degli utensili da taglio.